# Manuel Collado Montes
Manuel Collado Montes fue un actor español.

## Biografía
Sus primeros contactos con la interpretación se produjeron a través de las compañías de aficionados Salón Zorrilla y El Teatro, de dónde pasa como meritorio al Teatro Lara de Madrid, debutando profesionalmente con la obra Los Pastores, de Gregorio Martínez Sierra. Tras una gira con la Compañía de Enrique Borrás, en 1915 se integra en el elenco del Teatro de Arte en el Eslava, en el que interpreta, coincidiendo frecuentemente con Catalina Bárcena, obras como Los Pastores, El reino de Dios (1916), Don Juan de España (1921), ambas de Gregorio Martínez Sierra (aunque seguramente en coautoría con su mujer María Lejárraga) El admirable Crichton (1922) o ¡Adiós juventud! (1924), La risa de Don Juan (1924), de Carlos Arniches, La estrella de Justina, de Luis Fernández Ardavín o Alicia sienta la cabeza (1929), de James Matthew Barrie. Fue además uno de los principales responsables del éxito del Teatro de los niños que comenzó a representarse en la temporada de 1921-1922 en la que él interpretó el papel de Pinocho en Viaje a la isla de los animales de los Martínez Sierra.
Iniciada la década de 1930 abandona el Eslava. Tras pasar por el Teatro Infanta Isabel, forma  con la actriz Josefina Díaz de Artigas una de las compañías teatrales más importantes de la España de la II República. Juntos estrenan La pícara vida (1932), de los Hermanos Álvarez Quintero, No te ofendas, Beatriz (1933), de Carlos Arniches, Bodas de sangre (1933), de Federico García Lorca, Nuestra Natacha (1935), de Alejandro Casona o Julieta y Romeo (1935), de José María Pemán.
En plena Guerra civil española, en marzo de 1937, la compañía, junto a Casona, inicia una gira por Latinoamérica, que les lleva a México, donde estrenan Prohibido suicidarse en primavera (1937) y recalando finalmente en Buenos Aires. Collado se instala en la ciudad porteña y continua cosechando éxitos junto a Díaz Artigas, especialmente con estrenos de Casona, como La barca sin pescador (1945), La dama del alba (1949) y Los árboles mueren de pie (1949).
Falleció en 1950 y fue el padre del actor y director de escena Manuel Collado Álvarez.

## Filmografía
- No me digas adiós (1950)
- Abuso de confianza (1950)
- Vacaciones (1947)
- La dama del collar (1947) ...Javier
- Chiruca (1945)
- La dama duende (1944)